# Johannes de Gorter

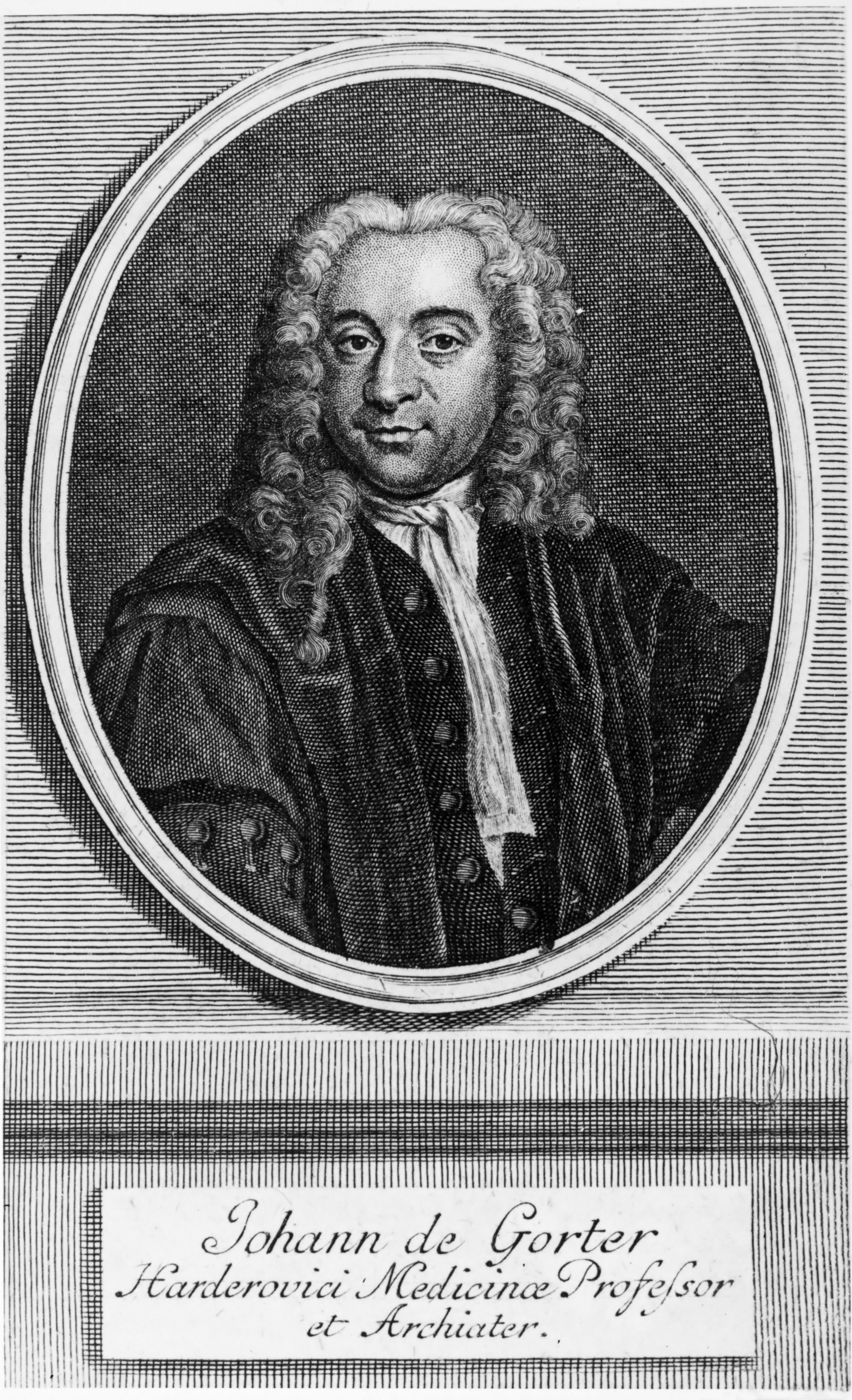
Johannes de Gorter (1689–1762)

Johannes de Gorter (auch Jan bzw. Johann de Gorter; * 19. Februar 1689 in Enkhuizen; † 11. September 1762 in Wijk bij Duurstede) war ein niederländischer Mediziner.

## Leben und Wirken
Johannes de Gorter hatte bereits in frühen Jugendjahren ein besonderes Interesse für medizinische Themen entwickelt. Diese Interessen wurden in dem jungen Mann von seinen damaligen Lehrern weiter ausgeprägt, so dass er mit 19 Jahren in seinem Geburtsort als Chirurg eine Zulassung erhielt. Der berühmte Name von Herman Boerhaave hatte in ihm den Wunsch geweckt, an die Universität Leiden zu gehen. Nachdem er sich in der griechischen und lateinischen Sprache weitergebildet hatte, konnte er im Oktober 1709 seine erwünschte Hochschule beziehen, um sich dem Studium der Medizin zu widmen. Nach drei Jahren promovierte er mit der Dissertation de Obstructione (Leiden 1712) zum Doktor, eröffnete dann eine Praxis in seiner Heimatstadt und setzte seine medizinischen Studien fort.
Dabei versuchte er auch aus anderen Teilbereichen der Physik und Mathematik verschiedene Verfahren zur Anwendung zu bringen. Er vermaß den menschlichen Körper, wog ihn und führte unterschiedliche Versuche durch, die er 1725 veröffentlichte. Auf Empfehlung von Boerhaave wurde er am 13. Juni desselben Jahres zum Professor der Medizin an der Universität Harderwijk berufen. Dieses Amt der Arzneimittelkunde trat er nach längerem Zögern an, hielt eine feierliche Rede und wurde am 15. Oktober 1726 zum Doktor der Philosophie ernannt. Während seiner 29 Jahre währenden Amtszeit erlebte die Hadarwijker Hochschule eine Blütezeit. Er trat mit den berühmten Gelehrten seiner Zeit in Briefwechsel und machte sich durch seine Schriften bekannt. Dieser Ruf drang auch an den russischen Zarenhof. Als Abraham Boerhaave (1668–1738) nicht mehr fähig war, seine Aufgaben zu erfüllen, wollte ihn die Zarin Elisabeth als dessen Nachfolger an den Hof in St. Petersburg ziehen.
Nach anfänglichem Zögern willigte er ein und zog mit seinen zwei Söhnen, einer Tochter und seiner Frau am 15. August 1754 nach St. Petersburg, wo er am 12. September eintraf. Nach einiger Zeit in Petersburg, machte sich bei ihm eine zunehmende Altersschwäche bemerkbar. Seine Frau war in jener Zeit gestorben und de Gorter litt unter Heimweh. Daher äußerte er den Wunsch wieder in seine Heimat zurückkehren zu dürfen. Diesem wurde stattgegeben, so dass er im September 1758 wieder den Fuß auf heimatlichen Boden setzen konnte. Vier Jahre lang konnte er bei seinen Kindern in Amsterdam, Enkhuizen und in Wijk bei Duurstede, seine letzten Lebensjahre verbringen. Zuletzt war er bei seinem aus Russland zurückgekehrten Sohn David in Leiden, in dessen Armen er starb.
Sein Hauptwerk Medicina Hippocratica exponens aphorismos Hippocratis ist eine Gesamtdarstellung der praktischen Heilkunde seiner Zeit, die er anhand der Aphorismen des Hippokrates darlegte. Sein Schüler war unter anderem Carl von Linné, welcher unter seiner Leitung 1735 zum Doktor der Medizin promovierte. Johannes de Gorter war ein Mitglied der kaiserlichen Leopoldinisch-Carolinische Akademie der Naturforscher, Mitglied der Petersburger Akademie der Wissenschaften und Mitglied der  Gesellschaft der Wissenschaften in Haarlem.

## Familie
Aus seiner Ehe mit Susanna van Bassen hatte er fünf Kinder. David de Gorter sollte ebenfalls als Mediziner und Botaniker einen ausgezeichneten Namen in der Wissenschaftswelt erlangen. Sein Sohn Theodor de Gorter (* 1720 in Enkhuizen; † 19. Dezember 1739 in Harderwijk) wurde ebenfalls Arzt. Zudem kennt man John de Gorter und der nach seinem großen Lehrer benannte Sohn Hermanus Boerhaave de Gorter (* 1732 in Harderwijk). Letzterer hatte seinen Vater ebenfalls nach Russland begleitet, er wurde später Arzt in Amsterdam, ein Mitglied der Holländischen Gesellschaft der Wissenschaften in Haarlem und Mitglied der Society of Batavische in Rotterdam.

## Schriften
- De Secretione humorum e Sanguine, cum fig. Amsterdam 1727.
- Oratio inauguralis de dirigendo studio in Medicinae praxi, sive de tabb. pro discipl. med. concinnandis. Leiden 1727, Patav. 1751.
- Gezuiverde Heelkonst ter onderwijzing van den leervenden en kunstoefenenden Heelmeester. Leiden 1731.
- Oratio de praxis med. repurgatae certitudine. Leiden 1731, Patav. 1751.
- Oratio de animi et corporis consensione mirabili, tam in secunda, quam adversa valetudine. Leiden 1731.
- Beschrijving van de algemeene doorgaande ziekte. Amsterdam 1733.
- Morbi epidemici brevis descriptio et curatio. Harderwijk 1733. Patav. 1751.
- Hypothesis nova de febrium intermittentium causa. Harderwijk 1735. (Digitalisat in der Digitalen Bibliothek Mecklenburg-Vorpommern)
- De perspiratione insensibili. Leiden 1725, 1736.
- Compendium medicinae in usum exercitat. domest. digestum. 2 Bände. Leiden 1731–1737.
- Exercitationes medicae quatuor. Amsterdam 1737.
- Medicina Hippocratica exponens aphorismos Hippocratis. Amsterdam 1739–1742. 7 vol.; Pad. 1747, 1753, Amsterdam 1754.
- Medicinae Dogmatica, de Delirio, Vertigine ac Tussi. Harderwijk 1741. 4o, Patav. 1751. 4o.
- Chirurgia repurgata, ab auctore recensita etc. Accessit materia medica Chirurgiae repurg. Accommodate. Leiden 1742
- Nieuwe gezuiverde Heelkons. 3. Auflage. Leiden 1746, Amsterdam 1762.
- Gezuiverde geneeskonst, of kort Onderwijs der meeste inwendige ziekten ten nutte van Chirurgijns, die ter Zee of Velde dienende, of in andere omstandigheden, zig genoodzaakt vinden dusdanige ziekten te behandelen. Amsterdam 1747, 3. Auflage. 1761.
- Kort vertoog of aanwijsing hoe en waar de sluitband der kraamvrouwen moet gelegt worden enz. Amsterdam 1744, 1752.
- Exercitatio medica quinta de actione viventium particulari. Amsterdam 1748.
- Praxis medicae systema. Harderwijk 1750, 1767.
- Methodus dirigendi studium medicum. Harderwijk 1753.
- Formulae medicinales cum indice virium. Amsterdam 1755.
- Formulae medicinales : quo ad inventas indicationes inveniuntur medicamina. Amstelodami : de Tournes, 1755. Digitalisierte Ausgabe der Universitäts- und Landesbibliothek Düsseldorf
- Kort begrip der Vroedkunde of korte beschrijving der zaken, welke door eene vrouw moeten gekend worden, eer men haar mag toelaten het ambt als Vroedvrouw waar te nemen. Amsterdam 1786.